# Wilhelm List
Siegmund Wilhelm List (Oberkirchberg, 14 maggio 1880 – Garmisch, 16 agosto 1971) è stato un generale (feldmaresciallo) tedesco durante la seconda guerra mondiale.
Nel dopoguerra fu processato per crimini contro l'umanità nel corso del "processo degli ostaggi" del 1947, venendo condannato all'ergastolo e venendo rilasciato per motivi di salute 5 anni dopo.

## Biografia
Nato a Oberkirchberg nei pressi di Württemberg nel 1880, prestò servizio come Ufficiale dello Stato Maggiore  dell'Esercito tedesco, sul fronte occidentale, durante la prima guerra mondiale, terminando la stessa con il grado di Maggiore. Successivamente, entrò a far parte del Freikorps, un corpo di polizia politica creato tra il 1918 e il 1919 dalla destra parlamentare con il compito di reprimere qualsiasi rivolta. Rimase sempre nella Reichswehr e nel 1930 venne nominato Generale di divisione e messo a capo della scuola di fanteria di Dresda.
Nel 1935 fu nominato comandante del 4. Corpo d'armata dal generale Fedor von Bock e benché non concordasse con alcune decisioni di Hitler non commise mai alcuna azione che avrebbe potuto compromettere la sua carriera militare, tanto da non protestare, nel 1938, contro l'allontanamento dalla Wehrmacht, fondato su false accuse, di Werner von Blomberg e Werner von Fritsch.
Dopo l'Anschluss fu inviato a Vienna come comandante dell'esercito stanziato in Austria e l'anno seguente prese parte all'invasione della Cecoslovacchia. Nel settembre del 1939 guidò la 14. Armata durante la campagna di Polonia sotto il generale Gerd von Rundstedt e prese possesso di Cracovia e Leopoli; nella successiva missione in Francia nel 1940 al comando della 12. Armee contribuì allo sfondamento del fronte nemico sulla Mosa invadendo, inoltre, il Lussemburgo con dei mezzi corazzati.
Hitler fu molto soddisfatto dei risultati conseguiti da List, tanto da promuoverlo Feldmaresciallo il 19 luglio 1940. Gli venne affidata l'invasione della Jugoslavia e della Grecia e riuscì a sfondare la linea Metaxas; rimase nei Balcani fino a ottobre del 1941, quando venne congedato.
Richiamato in servizio nel luglio del 1942, gli fu assegnato il comando del Gruppo d'armate A incaricato di invadere il Caucaso e prendere possesso dei preziosi pozzi petroliferi della zona. Dopo alcuni brillanti successi e una veloce avanzata iniziale, le truppe di List dovettero rallentare la marcia a causa delle difficoltà logistiche, dell'insufficienza di mezzi e della crescente resistenza dell'Armata Rossa. Entrato in contrasto con Hitler per alcuni dettagli tattici e ritenuto responsabile del mancato raggiungimento degli obiettivi previsti, il 9 settembre 1942 venne destituito dal Führer, nonostante le proteste mosse dai generali Franz Halder e Alfred Jodl.
Fino alla fine della guerra si ritirò nella sua casa a Garmisch-Partenkirchen. Dopo la fine del conflitto venne processato a Norimberga, assieme a 11 sottoposti, per le rappresaglie compiute contro civili serbi e condannato all'ergastolo nel febbraio del 1948. Liberato nel dicembre del 1952 per motivi di salute, morì 19 anni dopo, il 17 agosto 1971 a Garmisch.

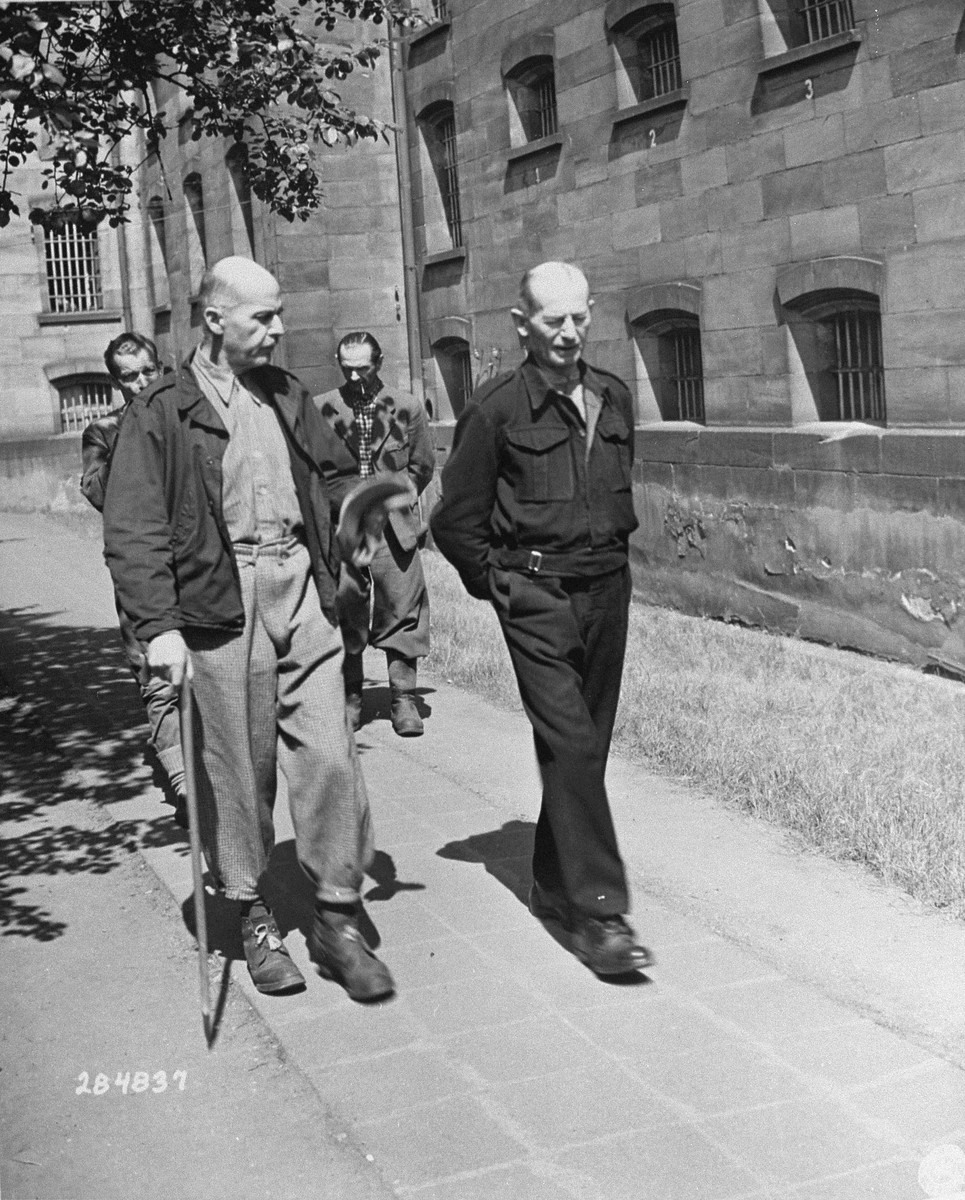
List (a sinistra) e Walter Kuntze (a destra) nel cortile della prigione durante il processo.